# Redmon
Redmon és una població dels Estats Units a l'estat d'Illinois. Segons el cens del 2000 tenia 199 habitants.

## Demografia
Segons el cens del 2000, Redmon tenia 199 habitants, 84 habitatges, i 58 famílies. La densitat de població era de 512,2 habitants/km².
Dels 84 habitatges en un 31% hi vivien nens de menys de 18 anys, en un 57,1% hi vivien parelles casades, en un 10,7% dones solteres, i en un 29,8% no eren unitats familiars. En el 27,4% dels habitatges hi vivien persones soles el 9,5% de les quals corresponia a persones de 65 anys o més que vivien soles. El nombre mitjà de persones vivint en cada habitatge era de 2,37 i el nombre mitjà de persones que vivien en cada família era de 2,83.
Per edats la població es repartia de la següent manera: un 25,1% tenia menys de 18 anys, un 6% entre 18 i 24, un 29,6% entre 25 i 44, un 26,1% de 45 a 60 i un 13,1% 65 anys o més.
L'edat mediana era de 40 anys. Per cada 100 dones de 18 o més anys hi havia 96,1 homes.
La renda mediana per habitatge era de 29.375 $ i la renda mediana per família de 45.500 $. Els homes tenien una renda mediana de 30.625 $ mentre que les dones 30.625 $. La renda per capita de la població era de 17.020 $. Aproximadament el 13,5% de les famílies i el 19,4% de la població estaven per davall del llindar de pobresa.

## Poblacions més properes
El següent diagrama mostra les poblacions més properes.